# Gereb Oda
De Gereb Oda is een rivier in Ethiopië, die tot het bekken van de Riftvallei behoort.

## Eigenschappen
Het is een meanderende rivier, met een bekken van 68 km³ groot. Bij de brug aan de hoofdweg naar Alamata is ze 24 meter breed, met een verval van 14 meter per kilometer. De gemiddelde korrelgroote van het materiaal in de bedding is 0,57 mm (zand).

## Sedimenttransport
De rivier transporteert rollend en stuiterend materiaal, maar 99% is sediment in suspensie.